# Karranklopit
Karranklopit är klippor i Finland.   De ligger i kommunen Tövsala i landskapet Egentliga Finland, i den sydvästra delen av landet, 190 km väster om huvudstaden Helsingfors.
Terrängen runt Karranklopit är mycket platt. Havet är nära Karranklopit söderut.  Närmaste större samhälle är Tövsala, 9,4 km norr om Karranklopit. 